# Fedor Emelianenko
Fedor Vladimirovitch Emelianenko (en russe : Фёдор Владимирович Емельяненко), né le 28 septembre 1976 à Roubijne en RSS d'Ukraine, est un champion russe de sambo et d'arts martiaux mixtes (MMA), anciennement sous contrat avec le Bellator MMA et retraité depuis le 5 février 2023. 
Il a été plusieurs fois champion du monde de sambo, tout en ayant commencé en parallèle sa carrière professionnelle en MMA en 2000. Il est considéré par la plupart des observateurs comme le meilleur pratiquant poids lourds en MMA des années 2000(aucune défaite en 10 ans de carrière), avec des victoires dominatrices sur des champions comme Antônio Rodrigo Nogueira, Mirko « Cro Cop » Filipović, Mark Coleman, Kevin Randleman, Andrei Arlovski et Tim Sylvia.
Il fut élu en 2011 « meilleur combattant MMA de tous les temps » par le magazine spécialisé Sherdog et est considéré comme tel par la majorité des grands noms de cette discipline et d'autres sports de combat (Mike Tyson, Cain Velasquez, Wanderlei Silva, Georges Saint-Pierre, Khabib Nurmagomedov etc.).
Il a remporté de nombreux tournois, notamment le Grand Prix du Pride 2004 et quatre championnats du monde de sambo (poids lourd et toutes catégories en 2002, 2005 et 2007). Il a remporté la ceinture de champion poids lourds du Pride FC le 16 mars 2003 et l'a défendue victorieusement à trois reprises, jusqu'à la disparition de l'organisation japonaise en 2007. Emelianenko a remporté 28 combats, contre 1 défaite (par arrêt de l'arbitre pour coupure accidentelle dans l’organisation RINGS) et 1 no-contest (également arrêt de l'arbitre pour coupure accidentelle au PRIDE FC).
Fedor fait partie du collectif des Champions de la Paix de Peace and Sport, engagés personnellement en faveur du mouvement de la paix par le sport. Il fut également speaker lors du 6e Forum International Peace and Sport.

## Biographie
Il est né en 1976 à Roubijne, dans l'oblast de Louhansk, en Ukraine. Sa mère, Olga Fiodorovna, est institutrice. Son père, Vladimir Alexandrovitch, est ouvrier dans une entreprise de gaz-électricité. Fedor est le deuxième enfant de la famille. Il a une sœur, Marina, et deux frères Aleksander (né en 1981) et Ivan (né en 1988). En 1978, sa famille déménage à Stary Oskol, dans l'oblast de Belgorod, en Russie.
Sa passion pour le combat lui fait choisir la self-défense et le judo. Il commencera sa formation avec Gavrilov V.I. et la poursuivra l'année suivante sous la tutelle de Vronov V.M. Il finit sa scolarité en 1991 et intègre un lycée professionnel. La fin de sa formation en 1994 est récompensée par le diplôme rouge. De 1995 à 1997, il effectue son service militaire et intègre une section réservée aux sportifs. Il se marie en 1999, sa femme se nomme Oksana. Sa fille Macha naît la même année.
1997 : il obtient un master de sport, spécialité sambo (à Saint-Pétersbourg). Deux mois plus tard, il gagne un tournoi international de judo à Koursk et obtient le master de sport spécialité judo.
1998 : Fedor Emelianenko obtient un titre master de sport international spécialité sambo, se classe premier dans un tournoi international de classe A, au sein de l'équipe moscovite. Toujours en 1998, il devient le recordman russe au nombre de médailles et obtient le bronze au Tournoi national de judo organisé à Kstovo, ainsi qu'une autre médaille de bronze aux Championnats russes de sambo à Kaliningrad. Plus tard, il devient champion poids lourds et médaille d'argent toutes catégories dans un tournoi inter-armées.
1999 : il gagne le tournoi international de sambo à Moscou et décroche la médaille de bronze classe A par équipes (Moscou, Sofia). Fedor Emelianenko obtient même la première place à Istanbul dans un tournoi international par équipes.
2000 : Fedor s'entraîne sous la tutelle de Michkov A.V. et commence à étudier sérieusement les techniques de poings. Toujours en 2000, il obtient la troisième place dans un tournoi national de Sambo. Il participe à un tournoi Kings of Kings 2000 au sein de la RINGS, et se montre à son avantage. Emelianenko se bat contre Tsuyoshi Kohsaka et le russe est déclaré perdant après 17 secondes, mais la défaite reste controversée : elle est due à une coupure accidentelle par un coup de coude illégal de son adversaire. Les coups de coude sont illégaux à RINGS si le combattant ne porte pas de protège-coude. Comme Kohsaka n'en portait pas, le match devait normalement se terminer par un No Contest selon les règles. Mais vu que c'était un match de tournoi, il était impératif d'avoir un gagnant. Emelianenko n'était pas autorisé à continuer de combattre à cause de son saignement à la suite du coup de coude et par conséquent, Kohsaka était déclaré vainqueur.
2001 : Fedor devient champion du monde catégorie poids-lourds de la Rings.
2002 : Fedor devient champion du monde toutes catégories de la Rings et participe au Pride. En Grèce, à Salonique, il remporte le Tournoi russe de sambo-combat, catégorie poids-lourds. Il est nommé capitaine de l'équipe qui remportera la première place. À Panama, il arrache le titre de champion du monde en sambo-combat toutes catégories.
2003 : après avoir battu Semmy Schilt (Pays-Bas) et Heath Herring (États-Unis), Fedor réussit à vaincre Antônio Rodrigo Nogueira (Brésil), obtenant ainsi la ceinture poids-lourd du Pride. C'est à l'occasion de cette victoire que Fedor Emelianenko se fait réellement connaître des fans de MMA, Antonio Rodrigo Nogueira étant alors réputé pour être le meilleur combattant du monde. La même année, il bat Gary Goodridge (Canada) et Kazuyuki Fujita (Japon).
2004 : lors du Pride Grand Prix heavyweight, il défait successivement, Mark Coleman (États-Unis), Kevin Randleman (États-Unis), Naoya Ogawa (Japon) et se retrouve en finale face à Antônio Rodrigo Nogueira. Le combat se solde par un no contest à la suite d'une coupure accidentelle dans le premier round. Le match est rejoué le 31 décembre lors du Pride Shockwave. Il remporte le match à la décision unanime des juges.
2005 : Fedor perd contre Tsuyoshi Kohsaka (en), sur arrêt du médecin.
Le 28 août, Fedor bat Mirko « Cro Cop » Filipović (Croatie) sur décision. Pour ce combat, Fédor Iemelianenko aura été s'entraîner au pieds poings en Hollande. Il surprendra tout le monde en dominant le croate par son jeu de boxe alors que beaucoup s'attendaient à le voir tenter de soumettre son adversaire spécialiste du kickboxing.
Le 31 décembre, il affronte Zuluzinho (en) et le met KO en 26 secondes après un véritable déluge de coups de poing qui fait s'effondrer Zuluzinho au sol à deux reprises.
2006 : Après une période de longs mois sans combat pour soigner les vieilles blessures qu'il traînait (notamment à la main), Fédor fait face au vétéran Mark Coleman durant le Pride Real Deal organisé aux États-Unis, à Las Vegas. C'est le premier événement du Pride, qui est présenté ailleurs qu'au Japon. Fédor contrôle tout le match et remporte la victoire dans le second round par soumission sur clé de bras.
- 31 décembre : il bat Mark Hunt (un des plus gros puncheurs au monde et probablement le plus gros encaisseur du monde des arts martiaux et des sports de combat et ancien champion du K1) par une kimura au premier round, même si Mark Hunt a failli gagner le combat après avoir mis Fédor au sol et tenté une kimura au début du round. Cependant, après le match, Fedor a dit que cette clé ne représentait aucun danger pour lui, étant donné que jamais personne ne l'a soumis de cette manière, pas même à l'entraînement.

2007 : 
- 14 avril : il affronte Matt «The Law» Lindland au Bodog Fight organisé à Saint-Pétersbourg, en présence de Jean-Claude Van Damme et du président russe Vladimir Poutine, lui-même pratiquant de sambo. Fédor contrôle le match en mettant au sol le médaillé d'argent en lutte gréco-romaine aux Jeux Olympiques et remporte la victoire par soumission sur clé de bras en moins de trois minutes au premier round.
- octobre : il annonce l'échec de ses négociations avec l'UFC et signe finalement un contrat important avec l'organisation M-1 Global, liée à son manager, qui va entrer en collaboration avec d'autres fédérations dans le monde pour produire de grands événements de MMA.
- novembre : il est une nouvelle fois vainqueur des championnats de sambo-combat à Prague, catégorie lourd.
- 31 décembre : pour le New Year Event, il affronte Choi Hong-man et gagne par soumission avec un juji gatame.

2008 :
- 19 juillet : Fedor a affronté Tim Sylvia (ex-champion poids-lourds de l'UFC) au cours de l'évènement Affliction: Banned, à Anaheim en Californie, battant Sylvia par soumission en 36 s. Il est ainsi devenu le nouveau champion du monde des poids-lourds de la WAMMA (World Alliance of Mixed Martial Arts).

2009 : 29e victoire consécutive
- 24 janvier : Fedor affronte Andrei Arlovski lors de l'évènement Affliction: Day of Reckoning, et le met KO en 3 min 14 s, il conserve ainsi la ceinture de champion du monde des poids-lourds de la WAMMA (World Alliance of Mixed Martial Arts).
- 2 août : Fedor signe un contrat de plusieurs combats avec Strikeforce. À la suite d'un échec de négociation avec l'UFC principalement dû à un refus d'octroyer la copromotion à M-1 Global.
- 7 novembre : À Chicago au Sears Center Arena lors du tournoi M-1 Global & Strikeforce, Fedor affronte l'Américain Brett Rogers et le met KO au 2e round.

2010 :
- Fédor perd son combat contre Fabrício Werdum lors de l'évènement Strikeforce : Fiodor vs Werdum, le 26 juin 2010. Après que Fédor a envoyé trois crochets du gauche, Werdum tombe sur son dos et place un étranglement en triangle combiné à une clé de bras issu des techniques jiu-jitsu brésilien. Soumis, Fédor tape et concède sa première défaite dans un combat, son autre défaite étant due à un arrêt de l'arbitre sur blessure. Cette défaite est considérée comme une des plus grandes surprises de l'histoire du MMA.

2011 :
- 12 février, Fedor Emelianenko, sous contrat avec l'organisation Strikeforce, participe à un tournoi opposant huit des meilleurs poids-lourds du Monde. Mais ce jour, Fédor s'incline face à Antônio Silva sur arrêt du médecin. Le premier round est très serré, avec deux juges sur trois le jugeant en faveur de Fedor. Cependant dès l'entame du round 2, Silva emmène Fedor au sol, et obtient rapidement la position montée où ses 20 kg de plus sont déterminants. Fedor n'arrive pas à se défaire d'une position dominante du Brésilien et subit un ground and pound intensif. Ce round fut le plus dur de sa carrière, et c'est un exploit de le voir sortir de ce round. Son œil droit est passablement endommagé et complètement fermé, le médecin de ring prend la décision d'arrêter le combat. Il est alors éliminé du tournoi et Bigfoot accède aux demi-finales. C'est la deuxième défaite consécutive de Fédor et ce, toujours face à un Brésilien. De plus, lors de sa brève interview qui a suivi le combat, Fédor a annoncé qu'il serait peut-être temps pour lui de mettre fin à sa carrière de MMA[4]. Ce combat aurait pu bien être le dernier de la légende, Fedor Emelianenko. Mais le 12 mars 2011, il annonce sur son compte Facebook qu'il continuera à combattre.
- 30 juillet, Fedor affronta Dan Henderson au Sears Center de Chicago, qui a déclaré à quelques jours du combat: "j'espère voir un Fedor Emelianenko rajeuni ". Malheureusement, et pour une troisième fois consécutive Fiodor "The last Emperor" perd son combat. Après la soumission subie le 26 juin 2010 par Werdum, l’arrêt arbitral causé par Bigfoot le 12 février 2011, c'est au tour du légendaire Dan Henderson de défaire et avec la manière (Technical knockout) celui que certains considèrent encore comme "le meilleur combattant de tous les temps". Après avoir connecté plusieurs crochets, Fedor se jette sur Henderson pour "finir le travail" façon ground & pound. Mais Henderson qui est sur le dos, malgré une charge de coups, miraculeusement arrive à attraper le genou de Fiodor et le faire pivoter, puis enchaine par un lourd uppercut invisible par-dessous du bras de Fedor qui est touché pendant 1-2 secondes . L'arbitre se jette pour arrêter le combat au moment où Fedor venait de reprendre connaissance ce qui crée une mini-polémique : "devait-on arrêter le combat si tôt ou laisser encore quelques secondes afin de voir si Fedor allait pouvoir se défendre?" (Fedor reste apparemment conscient, car il "croche" la jambe de Dan Henderson au moment où celui-ci part pour célébrer sa victoire). À la fin du combat, Fedor a déclaré "je ne veux pas contester la décision de l'arbitre qui a probablement souhaité me protéger d'une blessure mais j'ai le sentiment que le combat a été arrêté un peu trop tôt..." À l'heure où les arts martiaux mixtes connaissent une belle expansion, où les combattants deviennent tous pluridisciplinaires ne se fixant plus à un seul domaine de combat (lutte, sambo, boxe...), une question reste au centre des débats : Est-il l'heure d'une éventuelle retraite pour "Le Tsar de Stary Oskol" ?
- 6 septembre 2011, Jeff Monson annonce sur son compte Twitter[5], le prochain combat contre Fedor prévu pour le  20 novembre 2011 lors du M1-Global en Russie.

- 11 septembre 2011, Fedor Emelianenko est élu "Meilleur combattant en arts martiaux mixtes de tous les temps" par le site américain Sherdog.com[6]

- 20 novembre 2011, "The Last Emperor" ne laisse aucune chance à Jeff Monson "The Snowman" lors du combat qui marque le retour du champion russe devant son public. Fedor, en fin stratège ne veut prendre aucun risque lors de ce combat. Après une série de trois défaites, le champion russe ne veut en aucun cas engager un combat au sol même s'il semble parfaitement armé à résister à la technique de lutteur de Jeff Monson. Tout le combat se déroule debout, Fedor remporte le combat à la décision de juges après un combat très tactique de sa part. Fedor démontre sa très nette suprématie en technique de Punch & Kick. Pour la première fois de sa carrière, le champion de Sambo fait appel à des Low Kicks répétitifs face à Monson qui en devient peu mobile. Les punchs sont dévastateurs, dès que le Snowman est touché et va au sol, la logique voudrait que Fedor vienne facilement finaliser le combat au sol, mais Fedor démontre une prudence excessive et ne veut surtout pas se livrer au combat au sol, sa précipitation lui avait coûté deux défaites inattendues face à Werdum et Henderson. Lors des 15 min de combat, Monson n'a pas touché Fedor une seule fois alors que l'Américain est sévèrement touché au niveau du nez et de la mâchoire. Après le combat, les téléspectateurs découvrent que les multiples Low Kicks de Fedor font que Monson a énormément de mal à tenir debout. Cette victoire facile relance la carrière de la Légende russe, les rumeurs sur son éventuelle retraite ne sont plus qu'un cauchemar pour ses fans dans le monde.

- 31 décembre 2011 Fedor remporte son combat face à Satoshi Ishii lors de l'évènement "Dynamite!!2011" par ko au 1er round sans que Fiodor ne soit jamais inquiété.

2012 :
- 21 juin 2012 Fedor Emelianenko remporte rapidement le combat face à Pedro Rizzo au 1er round par KO et annonce par la suite sa retraite sportive. C'est ainsi que Fedor, véritable LEGENDE de MMA des années 2000[3] tire sa révérence à 35 ans sur une série de 3 victoires. Il reste tout de même dans le monde du MMA en étant nommé Président de la ligue de MMA en Russie.

### 2015: Retour à la compétition avec Rizin FF
Le 14 juillet 2015, après une pause de trois ans qu'il explique par plusieurs blessures non rétablies, Fedor Emelianenko annonce son retour à la compétition. Il déclare aussi quitter son poste au ministère russe des sports pour se préparer pleinement à ce nouveau départ.
Des négociations avec l'Ultimate Fighting Championship (UFC) sont alors à nouveau d'actualité, mais des discussions sont aussi en cours avec d'autres promotions.
Le 19 septembre 2015, lors d'un événement co-organisé par l'organisation d'arts martiaux mixtes Bellator MMA et celle de kick-boxing Glory, Emelianenko entre dans le ring pour annoncer qu'il s'est entendu avec l'ancien président du Pride Fighting Championships, Nobuyuki Sakakibara. Il est alors prévu d'apparaitre en tête d'affiche d'un gala à Tokyo, le 31 décembre 2015.
Plusieurs noms sont alors pressentis pour le futur adversaire de l'athlète russe dans cette toute nouvelle organisation baptisée Rizin Fighting Federation, dont celui de Jaideep Singh ou Tsuyoshi Kosaka.
Malgré des réticences annoncées par la fédération elle-même et par les amateurs de MMA, c'est finalement bien Jaideep Singh, kick-boxeur indien n'ayant signé que deux victoires sans défaite en MMA, qui est désigné le 18 décembre comme l'adversaire de Fedor Emelianenko.
Le 31 décembre 2015, le combattant russe signe un retour victorieux en battant cet adversaire par TKO au premier round.

### 2016: EFN 50 et négociations avec UFC
Le 17 juin 2016, Emelianenko a battu l'ancien combattant UFC Fabio Maldonado (palmarès en MMA de 22-9) par décision majoritaire lors de l'EFN 50, événement organisé à St Petersbourg en Russie. Cette victoire a cependant été entachée d'une polémique car 4 des 5 médias MMA ont voté pour un match nul. En effet, Emelianenko a été sévèrement dominé au premier round, ce qui aurait pu logiquement donner un score de 10-8 en faveur de Maldonado. Lors des rounds 2 et 3, Emelianenko a pu récupérer et les remporte en étant plus actif et plus agressif que son adversaire brésilien.
À la suite de ce combat, Emelianenko a déclaré qu'il allait continuer sa carrière et qu'il allait étudier toutes les propositions de contrat qui s'offraient à lui. Quelques jours avant ce combat face à Maldonado, le Dernier Empereur a déjà confirmé qu'il avait reçu une proposition de l'UFC lors de l'emission MMA Hour présentée par Ariel Helwani. Le nouveau combat de Fiodor est prévu le samedi 24 juin 2017 face à Matt Mitrione au Madison Square Garden à New York. Défaite de Fedor contre Mitrione par TKO dans le premier round à 1 minute 14 s. Prochain combat prévu le 28 avril 2018 contre Frank Mir. Victoire de Fedor sur Frank Mir en seulement 48 secondes. Chael Sonnen, futur adversaire de Fedor, a ensuite été invité dans la cage. Évidemment, l’Américain a fait le job niveau trashtalk : « Je pense que la seule chose que je déteste plus que d’être dans la cage à Chicago et d’être ici avec toi. Je t’assure que la prochaine fois, ce ne sera pas pour un long moment. » Le samedi 13 octobre, Fiodor gagne de nouveau par TKO contre Chael Sonnen dans le premier round. Après le main event, Sonnen réagit en ces mots à propos de son adversaire du soir : « Tout ce qu’il faisait blessait. Tout ce qu’il a fait avait de mauvaises intentions. Il était très rapide, il était très puissant. » Son prochain adversaire sera Ryan Bader en finale le 26 janvier au Forum à Inglewood, en Californie, pour le titre.

## Palmarès en arts martiaux mixtes
| 48 combats     | 40 victoires | 7 défaites |
| Par KO         | 16           | 6          |
| Par soumission | 15           | 1          |
| Sur décision   | 9            | 0          |
| Sans décision  | 1            | 1          |

### Historique des combats
| Résultat      | Record   | Adversaire                  | Méthode                                   | Événement                                     | Date             | Round | Temps       | Lieu                              | Notes                                           |
| ------------- | -------- | --------------------------- | ----------------------------------------- | --------------------------------------------- | ---------------- | ----- | ----------- | --------------------------------- | ----------------------------------------------- |
| Défaite       | 40-7 (1) | Ryan Bader                  | TKO (coups de poing)                      | Bellator 290                                  | 4 février 2023   | 1     | 2:30        | Inglewood, Californie, États-Unis | Pour le titre des poids lourds du Bellator MMA  |
| Victoire      | 40-6 (1) | Tim Johnson                 | KO (coups de poing)                       | Bellator 269 - Fedor vs. Johnson              | 23 octobre 2021  | 1     | 1 min 46 s  | Moscou, Russie                    |                                                 |
| Victoire      | 39-6 (1) | Quinton Jackson             | TKO (coups de poing)                      | Bellator 237 - Fedor vs. Rampage              | 29 décembre 2019 | 1     | 2 min 44 s  | Saitama, Japon                    |                                                 |
| Défaite       | 38-6 (1) | Ryan Bader                  | TKO (coups de poing)                      | Bellator 214 - Fedor vs. Bader                | 26 janvier 2019  | 1     | 0min 30s    | Californie, États-Unis            | Bellator Heavyweight Grand Prix final.          |
| Victoire      | 38-5 (1) | Chael Sonnen                | TKO (coups de poing)                      | Bellator 208 - Fedor vs. Sonnen               | 13 octobre 2018  | 1     | 4 min 46 s  | New York, États-Unis              | Bellator Heavyweight Grand Prix Semifinal.      |
| Victoire      | 37-5 (1) | Frank Mir                   | TKO (coups de poing)                      | Bellator 198 - Fedor vs. Mir                  | 28 avril 2018    | 1     | 0 min 48 s  | Illinois, États-Unis              |                                                 |
| Défaite       | 36-5 (1) | Matt Mitrione               | TKO (coups de poing)                      | Bellator 180 - Sonnen vs. Silva               | 24 juin 2017     | 1     | 1 min 14 s  | New York, États-Unis              |                                                 |
| Victoire      | 36-4 (1) | Fabio Maldonado             | Décision                                  | EFN 50                                        | 17 juin 2016     | 3     | 5 min 00 s  | Saint-Pétersbourg, Russie         |                                                 |
| Victoire      | 35-4(1)  | Singh Jaideep               | TKO (coups de poing)                      | Rizin FF: Iza no Mai                          | 31 décembre 2015 | 1     | 3 min 02 s  | Saitama, Japon                    | Retour après 3,5 ans de retraite                |
| Victoire      | 34-4 (1) | Pedro Rizzo                 | KO (coups de poing)                       | M-1 Global: Fiodor vs. Rizzo                  | 21 juin 2012     | 1     | 1 min 24 s  |                                   | Prend sa retraite                               |
| Victoire      | 33-4 (1) | Satoshi Ishii               | KO (coups de poing)                       | Dream: NYE 2011                               | 31 décembre 2011 | 1     | 2 min 29 s  |                                   |                                                 |
| Victoire      | 32-4 (1) | Jeff Monson                 | Décision unanime                          | M-1 Global: Fedor vs. Monson                  | 20 novembre 2011 | 3     | 5 min 00 s  |                                   |                                                 |
| Défaite       | 31-4 (1) | Dan Henderson               | TKO (coups de poing)                      | Strikeforce: Fedor vs. Henderson              | 30 juillet 2011  | 1     | 4 min 12 s  |                                   |                                                 |
| Défaite       | 31-3 (1) | Antônio Silva               | TKO (arrêt du médecin)                    | Strikeforce: Fedor vs. Silva                  | 12 février 2011  | 2     | 5 min 00 s  |                                   |                                                 |
| Défaite       | 31-2 (1) | Fabricio Werdum             | Soumission (clé de bras dans le triangle) | Strikeforce: Fedor vs. Werdum                 | 26 juin 2010     | 1     | 1 min 09 s  |                                   |                                                 |
| Victoire      | 31-1 (1) | Brett Rogers                | TKO (coups de poing)                      | Strikeforce : Fedor vs Rogers                 | 7 novembre 2009  | 2     | 1 min 48 s  |                                   |                                                 |
| Victoire      | 30-1 (1) | Andrei Arlovski             | KO (coup de poing)                        | Affliction : Day Of Reckoning                 | 24 janvier 2009  | 1     | 3 min 14 s  |                                   |                                                 |
| Victoire      | 29-1 (1) | Tim Sylvia                  | Soumission (étranglement arrière)         | Affliction : Banned                           | 19 juillet 2008  | 1     | 0 min 36 s  |                                   |                                                 |
| Victoire      | 28-1 (1) | Choi Hong-man               | Soumission (clé de bras)                  | Yarennoka: New Years Eve 2007                 | 31 décembre 2007 | 1     | 1 min 54 s  |                                   |                                                 |
| Victoire      | 27-1 (1) | Matt Lindland               | Soumission (clé de bras)                  | Bodog Fight: Clash of the Nations             | 14 avril 2007    | 1     | 2 min 58 s  |                                   |                                                 |
| Victoire      | 26-1 (1) | Mark Hunt                   | Soumission (kimura)                       | Pride Shockwave 2006                          | 31 décembre 2006 | 1     | 8 min 16 s  | Saitama, Japon                    | Défend le titre des poids lourds du Pride FC.   |
| Victoire      | 25-1 (1) | Mark Coleman                | Soumission (clé de bras)                  | Pride 32: The Great Deal                      | 21 octobre 2006  | 2     | 1 min 15 s  |                                   |                                                 |
| Victoire      | 24-1 (1) | Wagner da Conceicao Martins | Soumission (coups de poing)               | Pride Shockwave 2005                          | 31 décembre 2005 | 1     | 0 min 26 s  |                                   |                                                 |
| Victoire      | 23-1 (1) | Mirko Filipović             | Décision unanime                          | Pride Final Conflict 2005                     | 28 août 2005     | 3     | 5 min 00 s  | Saitama, Japon                    | Défend le titre des poids lourds du Pride FC.   |
| Victoire      | 22-1 (1) | Tsuyoshi Kosaka             | TKO (arrêt du médecin)                    | Pride Bushido 6                               | 3 avril 2005     | 1     | 10 min 00 s |                                   |                                                 |
| Victoire      | 21-1 (1) | Antônio Rodrigo Nogueira    | Décision unanime                          | Pride Shockwave 2004                          | 31 décembre 2004 | 3     | 5 min 00 s  |                                   |                                                 |
| Sans décision | 20-1 (1) | Antônio Rodrigo Nogueira    | Sans décision (coupure accidentelle)      | Pride Final Conflict 2004                     | 15 août 2004     | 1     | 3 min 52 s  |                                   |                                                 |
| Victoire      | 20-1     | Naoya Ogawa                 | Soumission (clé de bras)                  | Pride Final Conflict 2004                     | 15 août 2004     | 1     | 0 min 54 s  |                                   |                                                 |
| Victoire      | 19-1     | Kevin Randleman             | Soumission (kimura)                       | Pride Critical Countdown 2004                 | 20 juin 2004     | 1     | 1 min 33 s  |                                   |                                                 |
| Victoire      | 18-1     | Mark Coleman                | Soumission (clé de bras)                  | Pride Total Elimination 2004                  | 25 avril 2004    | 1     | 2 min 11 s  |                                   |                                                 |
| Victoire      | 17-1     | Yūji Nagata                 | TKO (coups de poing)                      | Inoki Bom-Ba-Ye 2003: Inoki Festival          | 31 décembre 2003 | 1     | 1 min 02 s  |                                   |                                                 |
| Victoire      | 16-1     | Gary Goodridge              | TKO (soccer kicks et coups de poing)      | Pride Total Elimination 2003                  | 10 août 2003     | 1     | 1 min 09 s  |                                   |                                                 |
| Victoire      | 15-1     | Kazuyuki Fujita             | Soumission (étranglement arrière)         | Pride 26: Bad to the Bone                     | 8 juin 2003      | 1     | 4 min 17 s  |                                   |                                                 |
| Victoire      | 14-1     | Egidijus Valavicius         | Soumission (kimura)                       | Rings Lithuania: Bushido Rings 7: Adrenalinas | 5 avril 2003     | 2     | 1 min 11 s  |                                   |                                                 |
| Victoire      | 13-1     | Antônio Rodrigo Nogueira    | Décision unanime                          | Pride 25: Body Blow                           | 16 mars 2003     | 3     | 5 min 00 s  | Yokohama, Japon                   | Remporte le titre des poids lourds du Pride FC. |
| Victoire      | 12-1     | Heath Herring               | TKO (arrêt du médecin)                    | Pride 23: Championship Chaos 2                | 24 novembre 2002 | 1     | 10 min 00 s | Tokyo, Japon                      |                                                 |
| Victoire      | 11-1     | Semmy Schilt                | Décision unanime                          | Pride 21: Demolition                          | 23 juin 2002     | 3     | 5 min 00 s  |                                   |                                                 |
| Victoire      | 10-1     | Chris Haseman               | TKO (coups de poing)                      | Rings: World Title Séries Grand Final         | 15 février 2002  | 1     | 2 min 50 s  |                                   |                                                 |
| Victoire      | 9-1      | Lee Hasdell                 | Soumission (étranglement en guillotine)   | Rings: World Title Séries 5                   | 21 décembre 2001 | 1     | 4 min 10 s  |                                   |                                                 |
| Victoire      | 8-1      | Ryushi Yanagisawa           | Décision unanime                          | Rings: World Title Series 4                   | 20 octobre 2001  | 3     | 5:00        |                                   |                                                 |
| Victoire      | 7-1      | Renato Sobral               | Décision unanime                          | Rings: 10th Anniversary                       | 11 août 2001     | 2     | 5:00        |                                   |                                                 |
| Victoire      | 6-1      | Kerry Schall                | Soumission (clé de bras)                  | Rings: World Title Séries 1                   | 20 avril 2001    | 1     | 1:47        |                                   |                                                 |
| Victoire      | 5-1      | Mihail Apostolov            | Soumission (étranglement arrière)         | Rings Russia: Russia vs. Bulgaria             | 6 avril 2001     | 1     | 1:03        |                                   |                                                 |
| Défaite       | 4-1      | Tsuyoshi Kosaka             | TKO (arrêt du médecin)                    | Rings: King of Kings 2000 Block B             | 22 décembre 2000 | 1     | 0:17        |                                   |                                                 |
| Victoire      | 4-0      | Ricardo Arona               | Décision unanime                          | Rings: King of Kings 2000 Block B             | 22 décembre 2000 | 3     | 5:00        |                                   |                                                 |
| Victoire      | 3-0      | Hiroya Takada               | KO (coups de poing)                       | Rings: Battle Genesis Vol. 6                  | 5 septembre 2000 | 1     | 0:12        |                                   |                                                 |
| Victoire      | 2-0      | Levon Lagvilava             | Soumission (étranglement arrière)         | Rings: Russia vs. Georgia                     | 16 août 2000     | 1     | 7:24        |                                   |                                                 |
| Victoire      | 1-0      | Martin Lazarev              | Soumission (étranglement en guillotine)   | Rings: Russia vs. Bulgaria                    | 21 mai 2000      | 1     | 2:24        |                                   |                                                 |